# Armando Saitta
Armando Saitta (Sant'Angelo di Brolo, 15 marzo 1919 – Roma, 26 maggio 1991) è stato uno storico italiano.

## Biografia
Condusse i suoi studi universitari dapprima all'Università degli Studi di Palermo, dove ebbe come docente di Storia della filosofia Giovanni Gentile, per proseguire, entrandovi a soli sedici anni, presso la prestigiosa Scuola Normale Superiore di Pisa diretta dallo stesso Gentile, e qui annoverò tra i suoi maestri Giorgio Pasquali, Guido Calogero e Luigi Russo. 
Laureatosi in Lettere nel 1941 con una tesi su Andrea Luigi Mazzini (politico italiano dell'Ottocento, fervente democratico) e specializzatosi in studi storici, si accostò progressivamente alla storiografia marxista, auspice l'amicizia con lo storico Delio Cantimori, che dal fascismo passò al comunismo, (che di Marx tradusse il primo libro de "Il Capitale"), ed in seguito divenne membro del Direttivo dell'Associazione Italia-Urss. 
Nei primi anni cinquanta fu direttore della rivista "Movimento operaio" edita da Giangiacomo Feltrinelli, mentre negli anni sessanta ha fondato e diretto la rivista "Critica storica" per la Casa editrice D'Anna. Collaborò, inoltre, alla prestigiosa rivista letteraria Belfagor, diretta dal suo Maestro Luigi Russo. 
Divenuto ordinario di Storia moderna presso l'Università di Pisa nel 1954, si trasferì successivamente a Roma nel 1967 dove ricoprì la medesima cattedra alla Facoltà di Magistero. Nel 1971 passò alla Facoltà di Scienze Politiche dell'Università "La Sapienza", insegnando la stessa disciplina per circa un ventennio, fino al collocamento fuori ruolo nel 1989. 

### L'attività accademica
Armando Saitta si è dedicato sin dagli albori della sua carriera di illustre studioso alla storia francese, manifestando il suo interesse soprattutto nei confronti degli orizzonti storici e sociologici, come dimostrano gli studi sul pensiero politico-sociale del primo Ottocento (Saint-Simon e Fourier) e l'attenta disamina dell'evoluzione del sistema politico e costituzionale della Francia moderna e contemporanea, sin dalla stagione precedente allo scoppio della Rivoluzione francese. Si tratta degli ultimi decenni di vita dell'Ancien Régime, quando i tentativi di riforma degli illuministi (Montesquieu e Voltaire per tutti) e il processo di liberalizzazione voluto dall'economista Anne Robert Jacques Turgot, si scontrarono con l'immobilismo politico, economico e culturale che le forze parassitarie del regno (la nobiltà di corte (parlements), i proprietari terrieri, i finanzieri e i magnati delle corporazioni), seppero con intransigenza rafforzare, vincendo le titubanze del Borbone Luigi XVI che lo destituì, sancendo la futile vittoria dei gruppi di pressione reazionari e corporativi sul processo, peraltro ineluttabile, di riforma.
Membro di diverse Accademie italiane e straniere (tra cui la prestigiosa Accademia dei Lincei e il Consiglio Superiore degli Archivi presso il Ministero per i Beni culturali e ambientali) e autore di numerose opere di carattere storico, è ricordato, tra l'altro, per aver redatto un diffuso manuale di Storia per i Licei su cui si sono formate intere generazioni di studenti, e che oggi può senz'altro considerarsi un classico.
Sebbene storico dell'età moderna, Armando Saitta fu uno studioso di ampio respiro, talché le sue ricerche ed i suoi contributi abbracciarono e si estesero dalla storia medievale a quella contemporanea. Oltre ad aver approfondito il giacobinismo italiano, fino a diventarne insieme allo storico e giurista Alessandro Galante Garrone, lo studioso che ha meglio indagato e sviscerato la cospirazione rivoluzionaria nei primi trent'anni dell'Ottocento, l'età della Restaurazione e delle insurrezioni risorgimentali (celebre il saggio su Filippo Buonarroti), l'età risorgimentale e la storia istituzionale francese del periodo rivoluzionario, il Saitta fu anche un valente storiografo, come risulta dai suoi preziosi contributi di critica storica. 
Sebbene intellettuale di sinistra di ispirazione marxista, oltre che militante nelle file della Resistenza antifascista, Armando Saitta non prese mai la tessera del P.C.I., e non esitò ad esternare il suo disappunto nei confronti del Partito in occasione della rivoluzione ungherese del 1956 (a tale episodio devesi ricondurre l'accesa querelle rivolta a François Furet, insigne storico francese, accomunato al Saitta dai medesimi studi storici e dagli ideali politici).
La sua voce critica, ispirata da una fierezza intellettuale vocata all'insegnamento e alla formazione morale e culturale dei giovani, ebbe la sua più alta quanto severa espressione a seguito della contestazione studentesca del 1968 allorché, in schietta polemica con lo stesso Partito Comunista, manifestava tutto il suo rammarico nel "vedere l'impianto antico, gentiliano, d'un intero sistema scolastico preposto alla formazione dell'onestà intellettuale, del rigore metodologico, e della classe dirigente, distrutto con consapevole disegno politico per spostare dalle aule alle segreterie di partiti e sindacati e ai gabinetti ministeriali la formazione non di intellettuali ma di yes-men” (in AA.VV., Scritti in ricordo di Armando Saitta, FrancoAngeli, 2002).
Tale pensiero che, più che un j'accuse, esprime l'amarezza di un autorevole protagonista che assiste inerme ad una improvvida quanto artata renovatio politica, non è passato inosservato negli ambienti dotti di sinistra, a tal punto che il medievista Franco Cardini, nel ricordare il Maestro appena dopo la scomparsa, non esitò a definirlo come un "marxiano con moderazione... dimenticato dalla sinistra". Nel 1976 Saitta portò in giudizio «La Nuova Italia», casa editrice del suo manuale per i licei, accusandola di aver censurato diverse pagine. Il Tribunale di Firenze gli diede ragione e, con sentenza del 21 ottobre 1976 riconobbe gli interventi illeciti a danno dell'autore in 11 punti del testo. Erano state ridotte: le dirette responsabilità della sinistra extraparlamentare nel terrorismo; le osservazioni critiche sul depotenziamento delle regioni; le riserve sui privilegi sindacali.
Armando Saitta ha ricoperto l'incarico di Direttore dell'Istituto di Storia medievale, moderna e contemporanea e di Paleografia e diplomatica dell'Università di Pisa (ora Dipartimento di Medievistica), nonché di Presidente del prestigioso Istituto storico italiano per l'età moderna e contemporanea di Roma, a cui ha donato la ricca biblioteca privata. Il 2 agosto 1978 è stato nominato Socio Corrispondente dell'Accademia Nazionale dei Lincei per la Classe di Scienze Morali, Storiche e Filologiche, e il 28 settembre 1987 ne è divenuto Socio nazionale. 
Saitta lascia una ricchissima produzione scientifica, rappresentata da monografie e da articoli e recensioni su periodici e riviste specializzate (è stato inoltre curatore di alcune importanti opere di Federico Chabod).
Al magistero di Armando Saitta si è formata un'intera generazione di studiosi, tra i quali si ricordano gli storici Adriano Prosperi, Roberto de Mattei, Paolo Simoncelli, Marco Minerbi, Carlo Ginzburg.

### Commemorazioni
Ha ricevuto nel 2002 un omaggio dai colleghi e dagli allievi romani del Dipartimento di Studi Politici della Facoltà di Scienze Politiche de "La Sapienza", in occasione del decennale della scomparsa. Si tratta del volume "Scritti in ricordo di Armando Saitta" edito dalla FrancoAngeli, scritto a più mani da un nutrito gruppo di accademici e studiosi tra i quali i colleghi Domenico Caccamo, Maria Sofia Corciulo, Nicola La Marca e un suo "storico" allievo, Paolo Simoncelli. Una raccolta di 20 saggi che spaziano da tematiche filologiche a questioni giuridico-economiche, senza tralasciare alcuni spunti di riflessione offerti dalle situazioni storico-politiche dell'Italia. Un'opera che attraverso la ricercata sinfonia semantica, contribuisce senz'altro a mettere in risalto la poliedricità del pensiero e degli interessi dello storico santangiolese
Il 20 dicembre 2008 a Sant'Angelo di Brolo alla memoria dell'illustre storico è stata intitolata la via in cui egli nacque ed è stata collocata una lapide accanto al portone di quella che fu la sua casa.
La figura e la vasta produzione storica di Saitta è stata, poi, illustrata nel palazzo della cultura, alla presenza del figlio dello storico, Paolo Saitta, e di Angelo Sindoni, ordinario di storia moderna presso l'Università di Messina.

## Opere
- Filippo Buonarroti. Contributo alla storia della sua vita e del suo pensiero, ISI, 1972
- Il cammino umano. Manuale di Storia per il triennio, Calderini, 1978, 3 volumi.
- Guida critica alla storia contemporanea, Laterza, 1983
- Antologia di documenti e di critica storica, Laterza, 1985
- Le costituenti francesi del periodo rivoluzionario (1789-1795), ISI, 1989
- La memoria storica. Corso di storia per la Scuola media, Palumbo, 1990
- Guida critica alla storia moderna. Laterza, 1994
- Momenti e figure della civiltà europea, Storia e letteratura, 1994
- Storia e miti del '900. Antologia di critica storica, Nuova Italia, 1999
- Dalla Granada mora alla Granada cattolica. Incroci e scontri di civiltà, Cacucci, 2006
- Avvertimenti di don Scipio di Castro a Marco Antonio Colonna quando andò viceré in Sicilia, Storia e letteratura, 2011